# Исцељење (филм)
Исцељење је српски филм из 2014. године у режији Ивана Јовића, а по сценарију Моње Јовић.
У филму играју три глумца и снимљен је са минималним буџетом.
Филм је своју светску премијеру имао 7. новембра 2014. године на Филмском фестивалу у Котбусу у Немачкој, док је премијеру у Србији имао 3. марта 2015. године на ФЕСТ-у.

## Радња
Филмска прича прати тиховање православног монаха, у необичној атмосфери изоловане испоснице. Његов мир бива нарушен изненадном посетом двоје људи: старог муслимана који доводи свог болесног унука. Видевши да је ратна прошлост дошла по њега и да он не може да заборави и опрости бол који му је нанет, монах схвата да је између њега и Бога настала непремостива пукотина коју ништа не може да попуни. 
Филм се бави помирењем и опроштајем  и кључним питањем које остаје након свих ратова: како опростити свом непријатељу?
Филм је снимљен на недоступним, нетакнутим локацијама запустеле источне Србије, чија атмосфера наглашава изолованост живота у испосници и унутрашњу драму три лика који су у тој изолацији суочени један са другим. Отуда унутрашње збивање у филму постаје згуснуто, а лепота природе стоји као контраст патњи коју носе сва три лика.

## Улоге
| Глумац          | Улога |
| --------------- | ----- |
| Јово Максић     | Монах |
| Радован Миљанић | Деда  |
| Немања Јеремић  | Унук  |

## Рецепција филма
Филм је учествовао на међународним филмским фестивалима на којима је имао запажен пријем и освајао награде. Биоскопску дистрибуцију остварио је у Србији и Црној Гори. Критике филма биле су махом позитивне. Филм је хваљен као одважно наративно сведено остварење које успева да избегне све замке драстично камерне драме са подоста призора самовања и огољених дијалошких размена:
„Исцељење се о том питању ослања на традицију сугестивних драма духовног препорода које на микро плану успевају да прикажу ковитлац упечатљивих емоција које претходе, прате и остају након силних емотивних и/или духовних ломова после којих је, канда, једино наречено исцељење и могуће… У том смислу, по питању тог крунског мотива и доминантне емоције ово је филм високих домета и остварење за дуже памћења. Уз једноставност као шире схваћен концепт читавог овог филма, гледаоцу бива предочено још доста тога ваљаног – изванредна глумачка саигра наново изванредног Јове Максића (познатог из „Порно банде“ и „Клипа“) и са филма предуго одсутног ветерана Радована Миљанића, костимографска и сценографска консеквентност, надахнут и сасвим адекватан фотографски допринос сниматеља Пабла Фера Живановића, вешто уметнути напеви Нектарије Карантзи, прикладна минутажа, као и подоста занимљивих решења којима се у смислу елипсе прича надопуњује вишезначним симболима, назовимо је, тако православне духовне иконографије, па и мистике те феле.“
Приликом доделе награде жирија Програма српски филм на 43. ФЕСТ-у Миљенко Јерговић је о филму рекао:
“Овај филм испуњава свој високо постављени духовни и етички циљ: они који су га гледали из биоскопа ће изаћи као другачији људи.”

## Филмске награде
- Златни витез за најбољи играни филм на 24. међународном фестивалу Златни витез у Севастапољу, Русија;[2][3]
- Награда жирија Програма српски филм на 43. ФЕСТ-у;[2][3]
- Награда за најбољу епизодну улогу дечаку Немањи Јеремићу на фестивалу Златни витез у Севастапољу, Русија;[2][3]
- Награда Златно сонце најбољи филм у оквиру програма CineBalkan на 13. фестивалу европског филма CineDays у Скопљу, Македонија;[2][3]
- Награда за најбољи филм и најбољи сценарио на 4. BaNeFF фестивалу, одржаном у Шведској 2015;[2][3]
- Награда за најбољи дизајн звука на СОФЕСТ-у, Србија;[2][3]
- Награда за најбољи филм на фестивалу правословног филма ”Снажни духом”, Крушевац;[2][3]
- Сигнис награда на фестивалу Religion Today, Тренто, Италија.[2][3]